# 禾埠街道
禾埠乡，是中华人民共和国江西省吉安市吉州区下辖的一个乡镇级行政单位。

## 行政区划
禾埠乡下辖以下地区：
余家河社区、神岗山村、王家村、宋家村、新丰村、新村、长丰村、凤凰洲村、曾家村、甫塘村、吉丰村和岔路口村。